# Rezerwat przyrody Golczewskie Uroczysko
Rezerwat przyrody „Golczewskie Uroczysko” – leśny rezerwat przyrody  położony w województwie zachodniopomorskim, w powiecie kamieńskim, w gminie Golczewo, 3 km na wschód od Golczewa. Został utworzony z inicjatywy Tomasza Szeszyckiego 5 maja 2004. Zajmuje powierzchnię 101,20 ha (akt powołujący podawał 95,78 ha). 
Celem ochrony jest zachowanie naturalnych ekosystemów torfowisk wysokich, śródleśnego jeziora wraz z otaczającymi je kompleksami półnaturalnych ekosystemów leśnych na siedliskach wilgotnych ekosystemów bagiennych wraz z zachodzącymi w nich procesami fluktuacji, sukcesji i regeneracji.
Według obowiązującego planu ochrony ustanowionego w 2009 roku (zmienionego w 2017), obszar rezerwatu objęty jest ochroną czynną.
Na południu rezerwatu śródleśne Jezioro Żabie, które po stronie wschodniej obchodzi znakowany czerwony turystyczny Szlak przez Las Golczewski (o długości 15,5 km, okrężny, zaczyna się i kończy w Golczewie).
Południową granicą rezerwatu jest nieczynna linia kolejowa, do której na odcinku około 0,7 km jednocześnie przylega Zespół przyrodniczo-krajobrazowy „Las Golczewski” (204,75 ha).